# یوکیو تسودا
یوکیو تسودا (به انگلیسی: Yukio Tsuda) بازیکن فوتبال اهل ژاپن و عضو تیم ملی فوتبال ژاپن است که در تاریخ ۱۶ ژوئن ۱۹۴۰ میلادی اولین بازی ملی‌اش را انجام داد. او در ۴ بازی ملی حضور داشت و آخرین بازی ملی خود را در تاریخ ۹ مارس ۱۹۵۱ میلادی انجام داد. یوکیو تسودا در بازی‌های ملی‌اش
گلی به ثمر نرساند.